# C8 (canal de televisão)
C8 (pronunciada(o) [kanal'ɥit]), é um canal privado nacional de TV francês, de propriedade do Canal+ Group.

## História
O D8 foi renomeado C8 em 5 de setembro de 2016. O canal foi originalmente lançado em 2012, substituindo o Direct 8, anteriormente pertencente ao Grupo Bolloré. 

## Identidade visual
O logo do D8 foi realizado pela agência Troika, assim como d17, membro do mesmo grupo.

## Audiências
|      | Janeiro | Fevereiro | Março  | Abril  | Maio  | Junho  | Julho | Agosto | Setembro | Outubro | Novembro | Dezembro | Média anual |
| ---- | ------- | --------- | ------ | ------ | ----- | ------ | ----- | ------ | -------- | ------- | -------- | -------- | ----------- |
| 2012 |         |           |        |        |       |        |       |        |          | 2,3 %   | 2,5 %    | 3,0 %    | 2,7%        |
| 2013 | 2,9 %   | 3,2 %     | 3,2 %  | 3,2 %  | 3,4 % | 3,4 %  | 3,1 % | 2,9 %  | 3,2 %    | 3,2 %   | 3,5 %    | 3,4 %    | 3,2 %       |
| 2014 | 3,2 %   | 3,1 %     | 3,3 %  | 3,5 %  | 3,4 % | 3,5 %  | 2,9 % | 2,8 %  | 3,5 %    | 3,5 %   | 3,6 %    | 3,3 %    | 3,3 %       |
| 2015 | 3,3 %   | 3,5 %     | 3,5 %  | 3,5 %  | 3,6 % | 3,7 %* | 3,1 % | 3,2 %  | 3,4 %    | 3,6 %   | 3,5 %    | 3,5 %    | 3,5 %*      |
| 2016 | 3,7 %*  | 3,7 %*    | 3,7 %* | 3,7 %* |       |        |       |        |          |         |          |          | 3,7 %       |
| 2017 | 3,8 %*  | 3,7 %     | 3,7 %  | 3,5 %  | 3,4 % | 3,5 %  | 2,6 % | 2,7 %  | 3,2 %    | 3,2 %   | 3,1 %    | 3,0 %    | 3,3 %       |
| 2018 | 3,0 %   | 3,1 %     | 3,3 %  | 3,2 %  |       |        |       |        |          |         |          |          |             |

* Máximo histórico.
Melhor audiência: 13/07/2011: França - EUA (futebol feminino): 2 325 000 e 16,5%.